# Rezonanční měchýřek

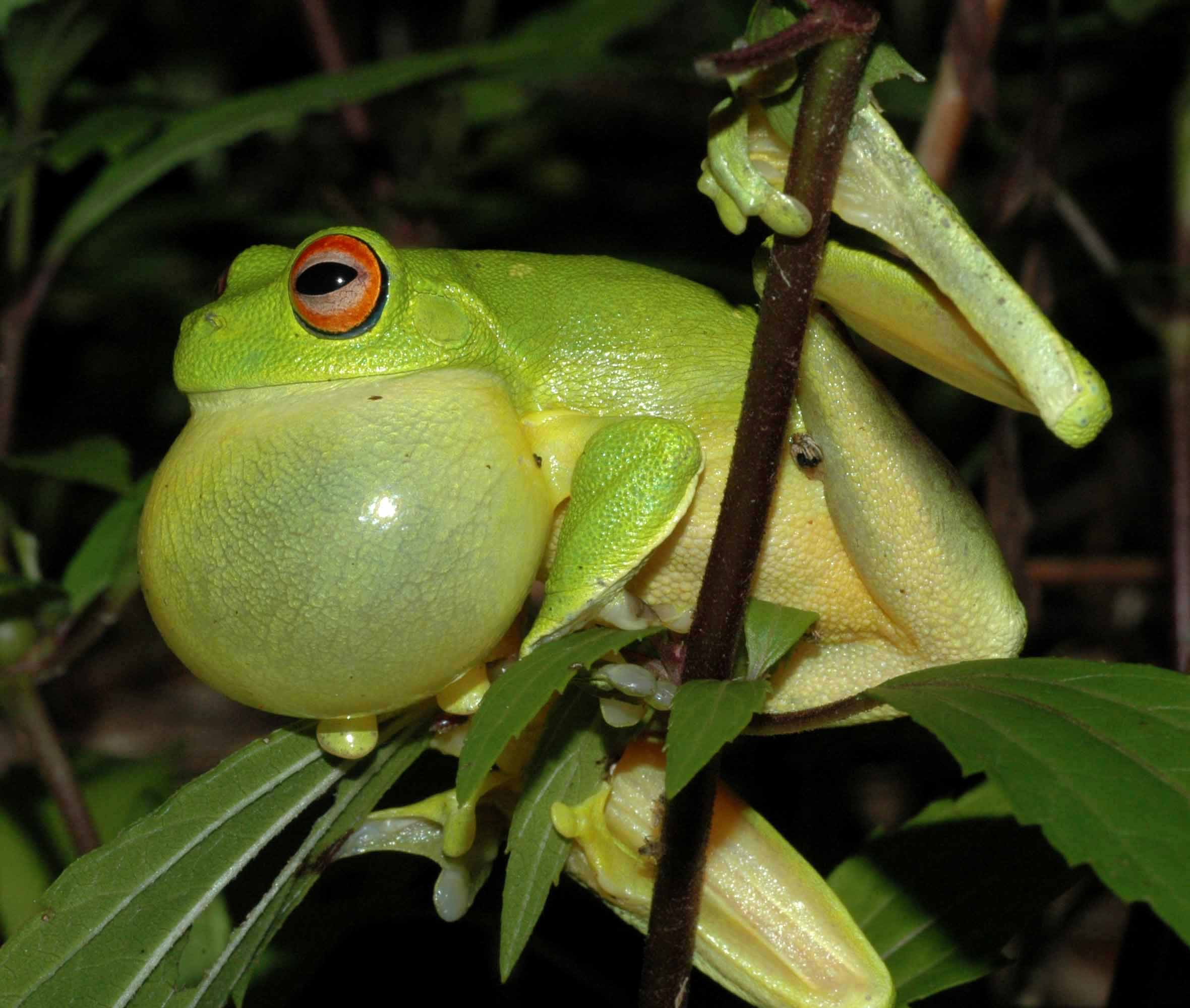
Plně nafouknutý rezonanční měchýřek samce australské rosnice červenooké

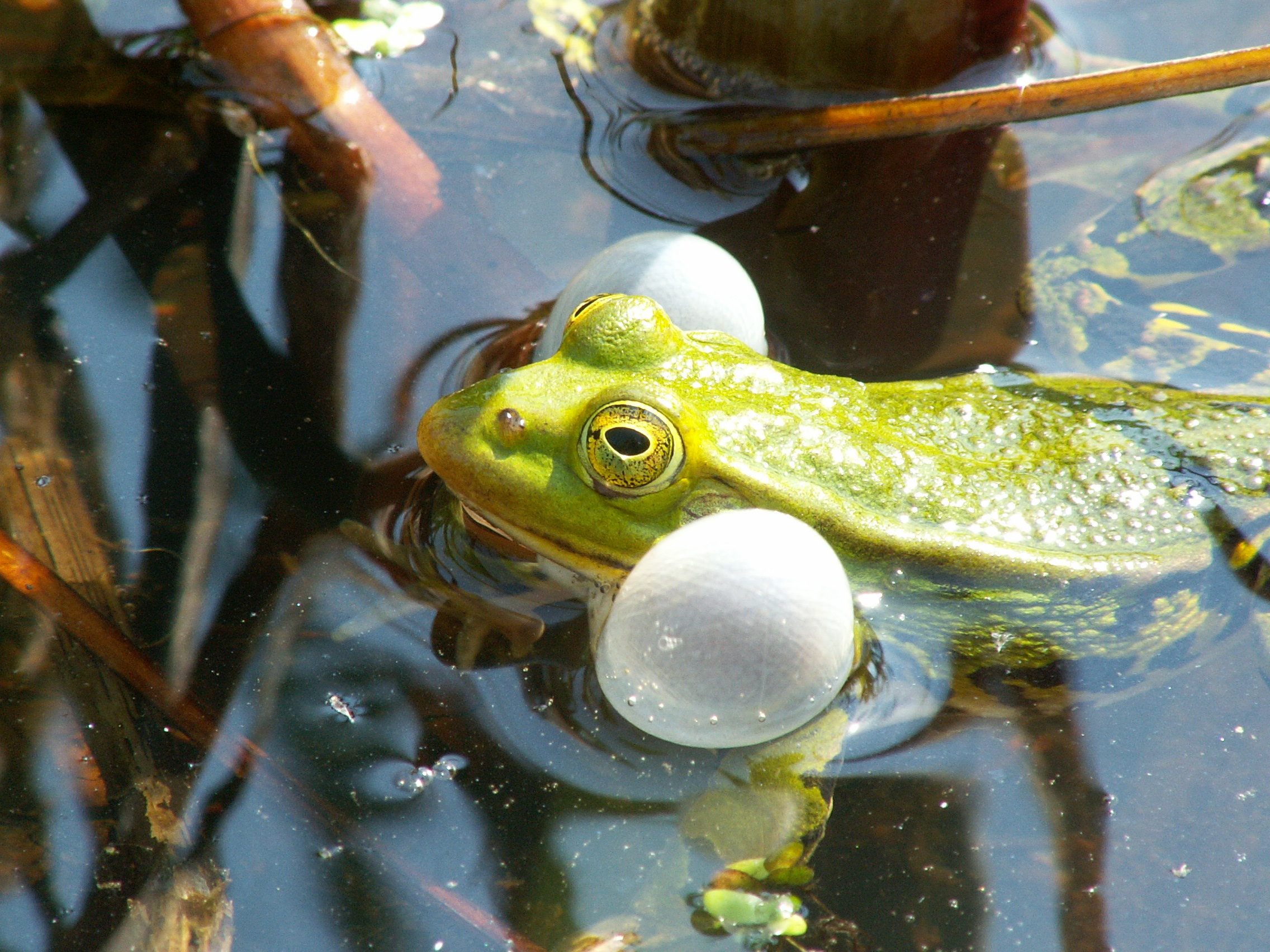
Sameček skokana krátkonohého s nafouknutými rezonančními měchýřky

Rezonanční měchýřek čili vokální vak, v odborné literatuře zpravidla rezonátor je pružná biomembrána, kterou má většina žabích samečků. Obvykle slouží k zesilování jejich skřehotavého volání, zejména v období námluv. Přítomnost či rozvoj rezonančního měchýřku je u většiny žabích druhů jedním z vnějškových znaků sloužících k určení samečků. Měchýřky jsou umístěny buď jako párové po obou stranách hlavy (skokani), nebo jen jeden velký v ústní dutině (rosničky a ropuchy zelené).
Rezonanční měchýřek se do ústní dutiny žab otevírá štěrbinou po každé straně jazyka. Pro vydání zvuku žába naplní vzduchem plíce a uzavře ústa i nos. Vzduch je pak z plic vypouštěn přes hrtan do rezonančního měchýřku. Rozechvěné hlasivkové vazy v hrtanu vydávají zvuk, který uvnitř měchýřku rezonuje. Tím se zvuk zesiluje, čímž se zvyšuje jeho slyšitelnost. Proudění vzduchu mezi plícemi a rezonančním měchýřkem je ovládáno svalstvem.

## Vývoj
Vývoj rezonančního měchýřku se u jednotlivých druhů liší, nicméně v zásadě probíhá podle stejného scénáře. Začíná dvěma malými výrůstky naspodu tlamy, z nichž se vytvoří dva malé váčky. Ty pak rostou, až se uprostřed tlamy setkají a vytvoří společně jednu velkou dutinu, která roste, dokud není plně vyvinuta.

## Účel
Základním účelem měchýřku je zesilovat zvuky, jimiž sameček láká samičku k páření, tak aby byly slyšitelné v co možná nejširším okolí. Volání samečků žabích druhů, které nemají rezonanční měchýřek, bývá obvykle slyšet jen v okruhu několika metrů, zatímco hlas zesílený rezonančním měchýřkem může být slyšet až do vzdálenosti přes jeden kilometr. Některé druhy, jimž měchýřek chybí, (příslušníci podřádu Neobatrachia a některé druhy podřádu Mesobatrachia) žijí v blízkosti vodních toků. Zvuk tekoucí vody přehluší volání samečků, a proto jsou nuceni lákat samičky k páření jiným způsobem.
Zcela jinak využívají rezonanční měchýřek příslušníci podčeledi nosatkovitých. Samečci dvou druhů, jež sem příslušejí, nabírají vajíčka, která samičky nakladou na zem, a přemístí je do svého měchýřku, kde se z nich vylíhnou a vyvíjejí pulci. Sameček nosatky rezavé poté přenese vylíhlé pulce k vodnímu zdroji, do něhož je vypustí, a nechá je dospět, zatímco pulci nosatky Darwinovy zůstávají v otcovském rezonančním měchýřku až do své proměny. Nosatky jsou tímto chováním mezi žábami ojedinělé.